# Alboglossiphonia disuqi
Alboglossiphonia disuqi (лат.) — вид плоских пиявок.

## Название
Видовой эпитет образован от названия города Дисук (роман. араб. Disuq), поблизости от которого вид был впервые обнаружен.

## Описание
Общая длина Alboglossiphonia disuqi в зафиксированном состоянии составляет 7 мм, ширина — 2,5 мм. Тело листообразное, уплощённое в спинно-брюшном направлении, овально-ланцетное, достигающее наибольшей ширины в задней половине. Шейное сужение отсутствует. Спинная сторона несколько выпуклая, по ней проходит медиальный ряд кожных сосочков и два парамедиальных. Сосочки медиального ряда хорошо заметные, крупные: диаметр их основания равен толщине кольца. Парамедиальные ряды менее заметные, неполные. Также на поверхности кожи расположены многочисленные органы Байера.
Окраска тела светлая, на спинной стороне с 5 рядами пигментных пятен коричневатого цвета, на брюшной стороне однотонная.
Тело сегментированное. Сегменты I—II и XXVI—XXVII состоят из 1 кольца, сегменты III—IV и XXV — из двух колец, сегменты VI—XXIV — из трёх колец. V сегмент на спинной стороне членится на 3 кольца, на брюшной — на 2. Суммарно тело насчитывает 70 колец.
На переднем конце тела имеется три пары глаз, глаза передней пары (сегмент III) маленькие, сильно сближенные и неразличимые по отдельности. Между глазами как второй, так и третьей пары расстояние широкое, однако с каждой стороны глаз второй пары сливается с глазом третьей пары (сегмент IV).
Ротовое отверстие открывается субтерминально в передней присоске, имеющей чашеобразную форму. Имеется мускулистый хобот длиной 1,7 мм, во втянутом состоянии занимающий сегменты с III по VII/VIII. Желудок в XIV—XIX сегментах, с 6 парами карманов (отростков). Первая пара отростков имеет наименьший размер. Пары 1—4 неразветвлённые, простые, в то время как пятая пара образует 2 терминальные лопасти, шестая же пара отклонена назад и доходит до XXIII сегмента, образуя 4 лопастных выроста. Кишечник также образует 4 пары простых трубчатых карманов.
Гермафродиты. Имеются семенной и яйцевой мешки, семенных мешков 5 пар. Согласно первоописанию, мужские и женские половые пути открываются общей гонопорой на границе XI и XII сегментов. В пределах более поздней таксономической сводки по роду Alboglossiphonia для вида ошибочно указывается как наличие двух гонопор (мужской и женской), разделённых одним кольцом, так и их объединение.

## Образ жизни
Пресноводный вид. Обнаружена в двух точках сбора: на отмели Нила, зарастающей водяным гиацинтом, и на каменистом дне неглубокого (35 см) ирригационного канала. Температура воды на момент обнаружения вида составляла 22 °C и 20 °C соответственно, pH — 7,5 и 8,2. Вода была насыщена растворённым кислородом (79 % и 88 % во время измерения).
Эктопаразит. Питается жидкостями тела брюхоногих моллюсков. В лабораторных условиях питалась на улитках из семейства катушек Gyraulus costulatus и Biomphalaria alexandrina. В естественной среде обнаружена рядом с большими скоплениями Theodoxus niloticus (сем. лунки).
Встречается совместно с другими видами пиявок, такими как Alboglossiphonia polypompholyx, Batracobdelloides tricarinatus, Helobdella conifera, Barbronia assiuti и Salifa sp.

## Распространение
Обнаружена на территории Египта в Ниле около западного берега в районе города Дисук и в небольшом ирригационном канале около города Эс-Симбиллавейн, 140 км к северу от Каира.

## Таксономия
Молекулярно-генетические данные отсутствуют. На основании морфологических и зоогеографических соображений, сближается с такими видами, как Alboglossiphonia heteroclita, Alboglossiphonia hyalina, Alboglossiphonia kashiensis, Alboglossiphonia lata, Alboglossiphonia masoni, Alboglossiphonia  pahariensis, Alboglossiphonia striata, Alboglossiphonia tasmaniensis и Alboglossiphonia weberi. В частности, для них характерна общая гонопора и голарктическое распространение.